# Carton ondulat

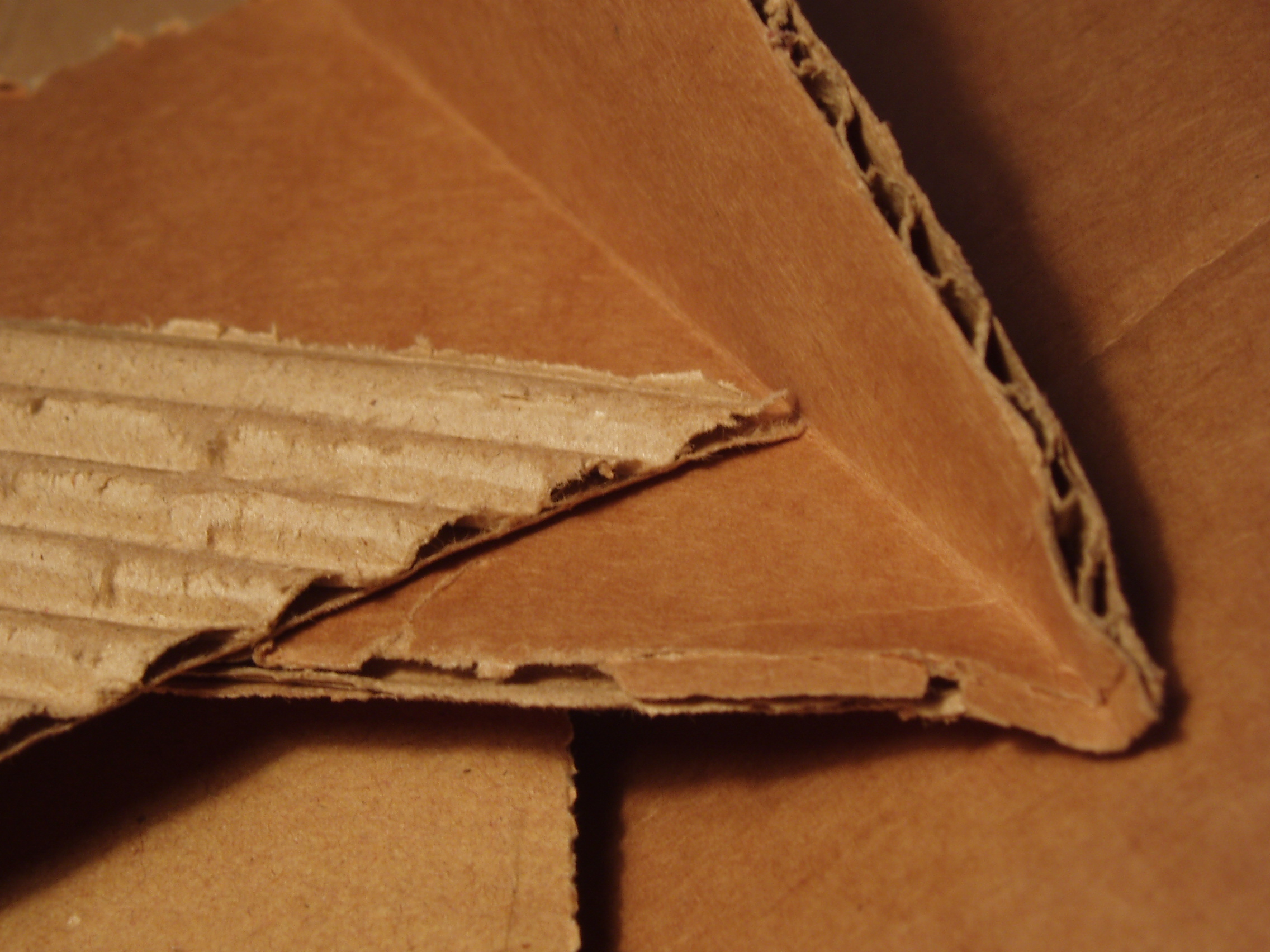
Carton ondulat

Carton ondulat este un tip de carton folosit pentru ambalaje.

## În România
În anul 2001, în România s-au produs 110.000 de tone de carton ondulat.
În anul 2004, piața românească a cartonului ondulat era estimată la 80 de milioane de euro anual iar producția totală de carton ondulat a României depășea 140.000 de tone.
Cei mai mari producători de carton ondulat erau SCA Packaging, Vrancart Adjud, Romcarton București și Rondocarton Cluj.
În anul 2006, piața cartonului ondulat și a ambalajelor de acest tip din România era estimată la aproximativ 120 milioane euro, în timp ce producția anuală era de 210.000 de tone.
În același timp, nivelul consumului anual de ambalaje de carton ondulat pe cap de locuitor era cel mai scăzut dintre țările care înregistrau statistici de acest fel, ajungând la circa 8 kg, în timp ce în Ungaria era de 30 kg, în Germania de 65 kg, Olanda și Belgia de aproximativ 82 kg, media totală în Europa fiind de 38,8 kg.
În anul 2007, în România s-au produs 210.000 de tone de carton ondulat
iar piața s-a ridicat la 420 de milioane de metri pătrați, având o valoare de 135 de milioane de euro.
În anul 2009, producția românească de carton ondulat a scăzut la 172.000 de tone.
În anul 2011, producția a ajuns la 240.000 de tone.
Consumul anului 2013 s-a ridicat la 271.000 de tone, adică 37% din totalul capacităților de producție (723.000 de tone anual).
În anul 2014, aproape 40% din ambalajele de pe piața românească erau din carton ondulat.